# Nice People (pel·lícula)
Nice People és una pel·lícula muda dirigida per William C. deMille i protagonitzada per Wallace Reid i Bebe Daniels. Basada en l'obra homònima de Rachel Crothers estrenada a Broadway l'any anterior, la pel·lícula es va estrenar el 3 de setembre de 1922. Es considera una pel·lícula perduda.

## Argument
Teddy Gloucester és una flapper que porta una vida alegre gràcies als diners del seu pare. Un dia marxa de casa quan el seu pare li prohibeix que assisteixi a un famós cabaret a la japonesa. Teddy, acompanyada per Scotty Wilbur, un noi pobre que frisa per casar-se amb els diners d'ella, s’ha de refugiar en una granja quan es veuen sorpresos per una tempesta. Allà coincideixen amb Billy Wade un desconegut que també s’hi ha refugiat. Aquest la salva de les pretensions no volgudes de Scotty, que va ben borratxo, però no pot evitar l'escàndol que l'endemà es produeix quan el pare d'ella descobreix que ha passat la nit sola amb Scotty. El pare la fa fora de casa de manera que ella es queda amb Billy, que és un exsoldat, a la granja o ell la vol reformar. Més tard el pare la perdona i la deixa tornar a casa però ella enyora Billy. Ell però es nega a seguir l'estil de vida d'ella i al final és ella que li demana per casar-se cosa que ell accepta amb la condició que esdevindrà la clàssica esposa.(REF2)

## Repartiment
- Wallace Reid (capità Billy Wade)
- Bebe Daniels (Teddy Gloucester)
- Conrad Nagel (Scotty White)
- Julia Faye (Hallie Livingston)
- Claire McDowell (Margaret Rainsford)
- Edward Martindel (Hubert Gloucester)
- Eve Southern (Eileen Baxter-Jones)
- Bertram Johns (Trevor Leeds)
- William Boyd (Oliver Comstock)
- Ethel Wales (Mrs. Heyfer)